# 徐雲龍
徐雲龍（じょ うんりょう、Xu Yunlong、中国語: 徐云龙、1979年2月17日 - ）は、中華人民共和国・北京市出身の元サッカー選手。現役時代のポジションはDF、MF、FW。

## 来歴

### クラブ
1999年に北京国安でプロキャリアをスタートさせると、すぐさまマルチプレーヤーとしての素質を開花させた。
2000年前後はFWなど攻撃的ポジションでプレイしていたが、その後もポジションを下げて右サイドバック、2006年頃からセンターバックとして常にポジションを確保。2009年にはキャプテンとして北京国安のリーグ初優勝に貢献した。
2017年2月26日、現役引退を発表した。プロキャリア全てを北京国安で全うし、引退後もクラブスタッフに残る予定。

### 代表
2000年に行われたイラク代表戦で代表デビュー。当時監督であったボラ・ミルティノビッチに右サイドバックとして招集された。2002 FIFAワールドカップアジア1次予選では2得点を挙げ、中国代表の中心選手であった孫継海からポジションを奪取する活躍を見せていた。その後肺炎にかかりポジションを奪い返され最終予選は出場できなかったが、パフォーマンスを維持し、本大会メンバーに名を連ねた。孫継海が一列前のMFで起用されたこともあり、右サイドバックで全3試合フル出場した。
AFCアジアカップ2004ではアリー・ハーン監督に控えFWとして起用されカタール戦で1得点を挙げている。その後朱広滬監督時代は攻撃的中盤を務めた。

## 代表歴

### 出場大会
- 中国代表
  - 2002 FIFAワールドカップ

### 試合数
- 国際Aマッチ 72試合 7得点（2000年-2008年）[1]

| 中国代表 | 国際Aマッチ | 国際Aマッチ |
| 年       | 出場        | 得点        |
| -------- | ----------- | ----------- |
| 2000     | 9           | 0           |
| 2001     | 7           | 3           |
| 2002     | 11          | 1           |
| 2003     | 5           | 0           |
| 2004     | 18          | 3           |
| 2005     | 4           | 0           |
| 2006     | 6           | 0           |
| 2007     | 4           | 0           |
| 2008     | 8           | 0           |
| 通算     | 72          | 7           |

## タイトル

### 個人
- 中国サッカー・超級リーグベストイレブン：2014